# Crataegus shensiensis
Crataegus shensiensis är en rosväxtart som beskrevs av Antonina Ivanovna Pojarkova. Crataegus shensiensis ingår i Hagtornssläktet som ingår i familjen rosväxter. Inga underarter finns listade i Catalogue of Life.